# Trabajador de cuello blanco

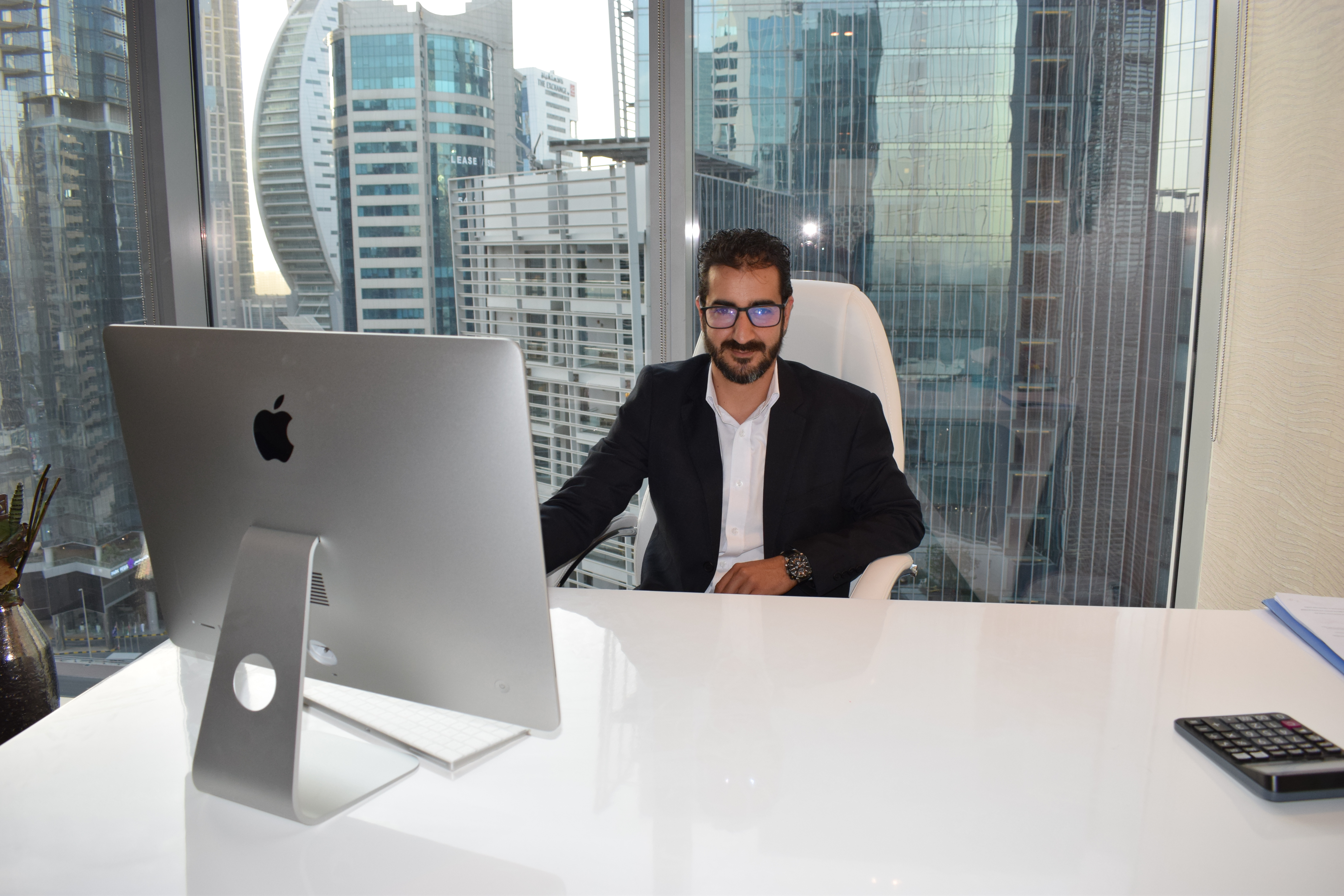
Un consultor (trabajador de cuello blanco).

El término trabajador de cuello blanco es la traducción literal de la expresión estadounidense white-collar worker. Se refiere a un profesional asalariado o a un trabajador con un mínimo de estudios que realiza tareas semi-profesionales o profesionales de oficina, administración y coordinación de ventas, en contraste con un trabajador de cuello azul, cuya profesión requiere trabajo manual y se aplica a los trabajos desempeñados por obreros en fábricas y talleres.

## Origen del término
El término "cuello blanco" se atribuye a Upton Sinclair, un escritor norteamericano, quien así designó a los modernos trabajadores de secretaría, administración y gestión, durante la década de 1930, aunque las referencias a "un trabajo fácil y un cuello blanco" aparecen ya en 1911. Ejemplos de su uso en la década de 1920 incluyen un artículo de 1923 del Wall Street Journal que dice: "El movimiento de las escuelas secundarias hacia el trabajo manual en las plantas de acero es inusual, ya que los chicos buscan antes un trabajo de cuello blanco".
El uso que hace Sinclair del término, se relaciona con el hecho de que durante la mayor parte de los siglos XIX y XX, los trabajadores masculinos de oficina de los países de Europa y América casi siempre tenían que vestir con camisas de cuello blanco.